# Streblocera aethiopica
Streblocera aethiopica är en stekelart som beskrevs av De Saeger 1942. Streblocera aethiopica ingår i släktet Streblocera och familjen bracksteklar. Inga underarter finns listade i Catalogue of Life.